# ソネル・カガプタイ
ソネル・カガプタイ(英語:Soner Cagaptay、トルコ語:Soner Çağaptay、1970年-) はアメリカ合衆国に居住するトルコ系アメリカ人の政治学者である。 ワシントン近東政策研究所の、ベヤー・ファメリ・フェロー(Beyer Family Fellow) であり、トルコ研究プログラムのディレクターを務めている。 彼は史学者として教育を受けており、トルコ-アメリカ合衆国関係、 トルコ政治学、 トルコの民族主義の専門家である。 

## キャリア
2003年にイェール大学でトルコ民族主義についての博士論文を執筆し、歴史学の博士号を取得した。ソネルはイェール大学、プリンストン大学、ジョージタウン大学、スミス大学で中東、地中海と東ヨーロッパについて教鞭をとった。2006年から2007年まで彼はプリンストン大学の近東部門のアーティガン教授であった。
彼はジョージタウン大学の Edmund A. Walsh School of Foreign Service (SFS) の客員教授であった。また、アメリカ合衆国国務省のForeign Service Institute(FSI)のトルコ高等地域研究プログラムの契約教授を務めた。
2012年にはAmerican Turkish Societyの若手社会リーダーに任命された。

## メディア
ソネルは、トルコ–米国関係、トルコの国内政治、トルコのナショナリズム、経済力によるトルコの成長、アンカラの中東政策などの幅広く執筆しており、学術雑誌やウォール・ストリート・ジャーナル、ニューヨーク・タイムズ、ワシントン・タイムズ、インターナショナル・ニューヨーク・タイムズ、ジェーン・ディフェンス・ウィークリーなどの国際的な印刷メディアで出版している。またトルコで一番古い英語新聞であるヒュリエット・デイリー・ニュースのコラムニストやCNNのFareed Zakaria GPSの寄稿者である。 現在彼は、Foxニュース、CNN、NPR、アルジャジーラ、BBC、CNN-トルコにも定期的に出演している。

## 書籍
- Islam, Secularism and Nationalism in Modern Turkey : Who is a Turk? (2006年)、 ISBN 978-1-134-17448-5
- The Rise of Turkey: The Twenty-First Century's First Muslim Power  (2014年)、　ISBN 978-1-61234-651-9
- The New Sultan: Erdogan and the Crisis of Modern Turkey (2017年)、ISBN 978-1784538262